# Biertowice
Biertowice is een plaats in het Poolse district Myślenicki, woiwodschap Klein-Polen. De plaats maakt deel uit van de gemeente Sułkowice en telt 900 inwoners.